# Augustiniáni kanovníci
Augustiniánští kanovníci (latinsky Canonici regulares Sancti Augustini, zkratka: CRSA nebo CanReg) jsou řeholní kanovníci, žijící podle Řehole svatého Augustina. V zemích České koruny zaujímali od poloviny 14. století do husitských bouří významné postavení v rámci náboženského hnutí devotio moderna a v dalších stoletích v oblasti kultury a vzdělanosti. V současnosti existuje více kongregací augustiniánských kanovníků, které jsou spojeny do společné konfederace.

## Historie v zemích České koruny
Kláštery a rok jejich založení:
- Čechy: Roudnice nad Labem (1333), Jaroměř (1349), Praha: Na Karlově (1350), Rokycany (1362), Sadská (1367), Třeboň (1367), Lanškroun (1371), Borovany (1455)
- Morava: Šternberk (1371), Fulnek (1389), Prostějov (1391), Olomouc (1434)
- Kladské hrabství: Klášter augustiniánů kanovníků v Kladsku, Kladsko (1349)

## Současnost: Konfederace
Papež Jan XXIII. vydal dne 4. května 1959 apoštolský list „Caritatis Unitas“, jímž založil „Konfederaci augustiniánů-kanovníků“. Tato konfederace je vedená opatem primasem se sídlem v Římě a patří k ní následující kongregace augustiniánských kanovníků:
- Augustiniánští kanovníci Bratři společného života CRVC
- Augustiniánští kanovníci ve Windesheimu CRV
- Augustiniánští kanovníci lateránští CRL
- Rakouská kongregace augustiniánských kanovníků
- Augustiniánští kanovníci svatobernardští CRB
- Augustiniánští kanovníci v Saint Maurice d'Agaune CRSA
- Augustiniánští kanovníci Neposkvrněného Početí CRIC
- Augustiniánští kanovníci Marie Matky Vykupitele CRMR
- Augustiniánští kanovníci od svatého Viktora CRSV.